# Juan Carlos Tierno
Juan Carlos Tierno (n. Santa Rosa, 18 de febrero de 1954) es un abogado y político argentino que ejerció como intendente de Santa Rosa, capital de la provincia de La Pampa, durante ochenta y siete días desde el 10 de diciembre de 2007 hasta la intervención del municipio el 7 de marzo de 2008, como candidato del Partido Justicialista. Actualmente dirige el partido Comunidad Organizada, que fundó como una alianza provincial en 2011. Ejerció también dos veces como Ministro de Seguridad durante las dos gobernaciones no consecutivas de Carlos Verna. Tanto su breve gestión en la intendencia como sus períodos a cargo de la seguridad provincial son polémicos dentro del escenario político pampeano por las actitudes represivas y autoritarias que mantuvo, lo que devino en que fuera expulsado tres veces de los cargos que ocupó como funcionario sin completar su mandato. Numerosos sectores lo califican como una figura de «extrema derecha».
Como candidato del peronismo gobernante a nivel nacional y aliado del gobernador saliente Carlos Verna, Tierno resultó elegido intendente por estrecho margen en las elecciones de octubre de 2007, derrotando al candidato radical Francisco Torroba por menos de 2.000 votos, y juró el cargo el 10 de diciembre del mismo año. Durante su breve gestión implementó una serie de medidas socialmente restrictivas que fueron extremadamente impopulares y provocaron una reacción negativa de parte de la población, tales como prohibir a los menores de doce años andar en bicicleta en la vía pública, hacer detener a los artistas callejeros, e incrementar exponencialmente los impuestos y el monto de las multas de tránsito. Mantuvo también un liderazgo con características autoritarias, que lo llevaron a crear una policía propia denominada «Policía Comunitaria», y enfrentarse o agredir físicamente en varias ocasiones a los empleados del municipio que intentaran contradecirlo. Su errático accionar desató una serie de manifestaciones masivas durante los primeros meses de 2008 (conocidas como el «Santarrosazo») y condujeron al gobernador Oscar Mario Jorge a presentar un proyecto de ley de intervención del municipio por «subversión del régimen municipal» que fue casi unánimemente aprobado por la Cámara de Diputados provinciales (con la sola excepción de su esposa, Sandra Fonesca, que boicoteó la sesión). La «Policía Comunitaria» realizó acciones violentas contra el intento de destitución en plena sesión y se produjeron disturbios durante el proceso de intervención, lo que condujo a acusaciones judiciales de abuso de poder en su contra, por las que sería finalmente condenado a dos años de prisión en 2014, condena que se mantiene en suspenso.
Tierno ha sido una figura controvertida dentro de La Pampa por numerosos episodios de violencia, siendo acusado numerosas veces de violencia de género por varias mujeres, con acusaciones que datan de 1984. Después de ser designado Ministro de Seguridad durante el segundo gobierno de Carlos Verna, nombramiento que fue objeto de críticas, Tierno aplicó políticas igualmente represivas que fueron condenadas a nivel nacional, conduciendo a que fuera nuevamente expulsado de un cargo público por acusaciones de abuso el 1 de junio de 2018. A pesar de las polémicas en torno a su figura, Tierno se presentó dos veces para el cargo de gobernador de La Pampa en las elecciones de 2011 y 2019, en ambas ubicándose en tercer lugar con una notable cantidad de votos.

## Primeros años
Tierno nació el 18 de febrero de 1954, en Santa Rosa, capital de la entonces provincia Eva Perón (que sería renombrada a provincia de La Pampa tras el derrocamiento del gobierno de Juan Domingo Perón al año siguiente). Su hermano mayor, Justo Tierno, fue Ministro de Obras Públicas en el gobierno de Salvador Ananía (1953-1955), primer gobernador de la provincia por el Partido Peronista, y posteriormente intentó asesinarlo durante un acto público en febrero de 1955, luego de que este pidiera su renuncia, siendo arrestado pero posteriormente puesto en libertad meses más tarde por el régimen de facto que sucedió al gobierno de Perón e intervino la provincia. Tierno estudió abogacía en la Universidad Nacional de La Plata, donde se recibió el 14 de diciembre de 1978, comenzando a ejercer en 1981.

## Carrera política temprana
Con la restauración de la democracia en 1983 y la elección de Rubén Marín, del Partido Justicialista, como gobernador de La Pampa, Tierno ingresó en la política al ser designado «asesor letrado del gobierno provincial». Desde su cargo, que ocupó durante dos años, fue autor de cincuenta y tres proyectos de ley sobre distintos temas, que fueron sancionados por la Cámara de Diputados. Ejerció también como delegado del poder ejecutivo pampeano para la investigación de violaciones a los derechos humanos cometidas por la dictadura militar autodenominada Proceso de Reorganización Nacional (1976-1983). En 1984, fue acusado por primera vez por una mujer que afirmó haberse visto obligada a huir de Santa Rosa por la situaciones de violencia a las que fue sometida por Tierno. El bloque legislativo de la Unión Cívica Radical solicitó una «investigación» al respecto, si bien por entonces la figura de violencia de género no estaba del todo establecida. Tiempo más tarde fue nuevamente acusado por una empleada del Registro Civil de la ciudad, que mantuvo una relación con Tierno, de haberla quemado varias veces con cigarrillos en los pechos. Ninguna de estas acusaciones fue judicialmente denunciada o condenada. La mayoría de estos casos fueron posteriormente abordados en el libro «El Golpeador», del periodista pampeano Juan Carlos Martínez, en el que se relataron muchos de los episodios de violencia, corrupción política o represión protagonizados por Tierno, que fue finalmente presentado en junio de 2016.
En 1996 ejerció como director del Banco de La Pampa, caro que ejercería hasta 2003. En diciembre de ese mismo año, el gobernador recientemente electo Carlos Verna lo designó Ministro de Gobierno, Justicia y Seguridad de la provincia. Durante su gestión se remitió a la Cámara de Diputados un Proyecto de Ley de Reforma Integral del Sistema de Enjuiciamiento Penal de la Provincia con la instrucción a cargo del Ministerio Fiscal. Dicho proyecto, aprobado por el poder legislativo, instituyó el juicio por jurado, la protección integral y extraprocesal de las víctimas, testigos y empleados públicos que denunciaran actos de otros empleados o funcionarios del estado. También promovió la creación de un plan de «Abordaje Integral de las Adicciones», que generó la creación de la Subsecretaría de Abordaje de las Adicciones. En un informe posterior, defendió una reducción del 60% de los delitos contra la propiedad en zonas urbanas, y un 80% en zonas rurales durante su período a cargo del ministerio. Sin embargo, su período fue objeto de controversia por los actos de represión realizados bajo sus órdenes. En 2005, envió un proyecto de ley a la Cámara de Diputados, que fue finalmente aprobado, que habilitaba a los fiscales a perseguir penalmente a los padres por delitos o infracciones cometidos por sus hijos menores de dieciocho años, medida que fue objeto de rechazo público. A principios de 2006 fue acusado de apremios ilegales en comisarías locales y citado a declarar por la comisión de derechos humanos de la Cámara de Diputados de la Nación Argentina. El gobernador Verna anunció, poco después de la acusación, la creación de una Secretaría de Derechos Humanos provincial, lo que fue rechazado por Tierno, quien declaró que la misma debía permanecer como una subsecretaría a cargo de la cartera de Gobierno (que él presidía). La disputa y un pedido de juicio político en su contra condujeron a que Tierno presentara su dimisión al cargo el 29 de mayo, siendo esta aceptada al día siguiente.

## Intendente de Santa Rosa (2007-2008)

### Elecciones de 2007
Apoyado por el sector del Partido Justicialista de La Pampa favorable a Verna, Tierno se presentó como precandidato a intendente de Santa Rosa por la «Lista N.º 1 "Lista Plural"», que promovía a su vez la candidatura a gobernador de Oscar Mario Jorge. Su compañero de fórmula fue el exmodelo Luis Martínez. Otros cuatro candidatos disputaron la primaria por la candidatura justicialista a la intendencia municipal: la «lista N.º 2 "Convergencia Peronista"», por la cual el intendente en ejercicio Néstor Alcala buscaría la reelección y era apoyada por el exgobernador Rubén Marín, la lista «Compromiso y Renovación para la Victoria» que postulaba a Javier Paz para la intendencia y Heriberto Eloy Mediza para la gobernación; y la «Corriente Peronista Federal» que no postulaba candidato a gobernador y presentaba a César Rodríguez para la intendencia. La elección interna fue el 1 de julio de 2007 con una victoria para Oscar Mario Jorge sobre Marín y Mediza, y un triunfo para Tierno sobre Alcala. La mayoría de los candidatos apoyados por Marín perdieron las elecciones ampliamente en el resto de la provincia, y la participación fue relativamente alta. Con un 25% del padrón electoral provincial compuesto por afiliados al PJ, se consideraba que los candidatos justicialistas ganarían fácilmente las elecciones. El peso político de Tierno facilitó a su vez la candidatura de su esposa, Sandra Fonseca, a diputada provincial en la lista del PJ. El candidato centró su campaña en las cuestiones relacionadas con la seguridad y el orden público, haciendo hincapié en su gestión previa como Ministro de Seguridad y poniendo especial énfasis en el respeto a las leyes de tránsito. En las elecciones generales del 28 de octubre, Tierno resultó estrechamente electo intendente de Santa Rosa con 22.769 votos a favor contra 20.123 obtenidos por Francisco Torroba, candidato de la Unión Cívica Radical apoyado por el Partido Socialista y otras fuerzas menores, asumiendo el cargo el 10 de diciembre.

### Resumen de gestión
Pocas horas después de asumir la intendencia, Tierno desató su primera polémica al anunciar que no se permitiría la circulación en bicicleta de menores de doce años por las calles la ciudad, en una interpretación estricta de la ley nacional de tránsito. Al momento de anunciarlo justificó la medida en la prevención de accidentes graves que involucraran niños, describiendo al tránsito como una de las mayores problemáticas de «inseguridad ciudadana», y se amparó en que la ley aprobada el 23 de diciembre de 1994 así lo establecía, si bien específicamente el inciso que postulaba dicha normativa restrictiva había sido vetado por el entonces presidente Carlos Menem en febrero de 1995, acordando que sería decisión de los municipios aplicarlo. También confirmó que propondría la instalación de microchips en los perros de toda la ciudad y buscó instaurar una normativa que prohibiera expresamente la tenencia de dos perros por casa, imponiendo multas de 250 pesos argentinos a aquellos que la violaran. Otra medida restrictiva fue la prohibición de los artistas callejeros en los Semáforos y los limpiadores de vidrios y coches. Días después, el 20 de diciembre, desató un escándalo cuando un grupo de trabajadores mercantiles montó una acampada frente a la municipalidad en reclamo por un plus salarial. Tierno mantuvo un choque verbal con los trabajadores, intercambiando insultos, y acabó queriendo iniciar una confrontación física con ellos. Aproximadamente a partir de la segunda semana de gestión, la oposición resolvió boicotear la sesiones del Consejo Deliberante (cuya apertura estaba prevista para el 1 de marzo) y rechazó otorgar el quorum para el debate de los proyectos enviados por Tierno, iniciando desde entonces las discusiones sobre una posible intervención al municipio.
El mandato de Tierno se caracterizó por un enfrentamiento inmediato con la oposición y una crisis política persistente por su intencionalidad de tomar acciones ejecutivas por encima del poder legislativo. Entre diciembre de 2007 y febrero de 2008, incluso una semana antes de la apertura de sesiones ordinarias, Tierno intentó en seis ocasiones convocar a una sesión extraordinaria del Consejo Deliberante, a pesar de las reiteradas negativas de la oposición a presentarse, y de la afirmación de concejales opositores de que el intendente estaba «desesperado» y que su convocatoria era un «manotazo de ahogado». El 25 de enero de 2008, Tierno anunció un presupuesto que registraba aumentos de hasta el 49% en las tasas municipales, y un aumento del 1000% para las multas de tránsito. Dichas multas implicarían, entre otras cosas, el pago de hasta 1.000 pesos argentinos por olvidarse la licencia de conducir y 8.000 por incurrir en carreras de aceleración o conducir en estado de ebriedad. La medida, que se volvió sumamente impopular, fue condenada como ilegal por la oposición, debido a que el Consejo Deliberante no estaba en receso y solo este tiene la facultad de ordenar el presupuesto o la ordenanza tarifaria. El concejal radical Leandro Altolaguirre acusó a Tierno de intentar «usurpar» el poder legislativo con medidas por decreto. Durante la siguiente semana, la oposición demandó el fin de las multas, acusando al intendente de violar los reglamentos municipales, la ley orgánica de municipios y la misma constitución provincial. Tierno fue finalmente obligado a dar marcha atrás con la medida luego de que se desataran manifestaciones populares en contra y la oposición declarara que no contribuiría a su aprobación en el Consejo Deliberante. A pesar de que finalmente fueron anuladas, las medidas desataron inmediatas quejas por parte de la población local, causando la aparición de varios blogs en internet con críticas y burlas a la gestión, que posteriormente se utilizaron para organizar y coordinar manifestaciones en su contra. Se organizó una multisectorial en contra de Tierno, que organizó actos de protesta en toda la ciudad, llegando a cometerse actos vandálicos contra su casa.
El 11 de enero, un mes después de haber asumido, Tierno organizó la creación de un nuevo cuerpo policial comunal separado de la fuerza provincial, la cual recibió el nombre de «Policía Comunitaria». Tierno declaró que la misma sería un «organismo dentro del denominado poder de policía municipal: se ocupará de controlar el tránsito, la nocturnidad, y los comercios». Afirmó que buscaría instaurar cámaras de filmación en casi toda la ciudad y organizó redadas a numerosos locales nocturnos para interceptar menores de edad, instaurando multas de hasta 10.000 pesos para los comerciantes que fueran descubiertos vendiendo alcohol a menores o a cualquier persona después de las 22:00 horas. La creación de esta nueva policía que fue blanco de críticas por constituir una suerte de policía secreta para el intendente. Durante su breve existencia, la Policía Comunitaria, que llegó a contar con aproximadamente una centena de efectivos, incurrió en agresiones contra figuras de la oposición local y amenazó a periodistas contrarios al gobierno de la ciudad. El propio Tierno lideró o participó en numerosas ocasiones de los operativos policiales de la Policía Comunitaria, lo que le valió el apodo despectivo de «sheriff». Simultáneamente, anunció que impulsaría la realización de un censo municipal para «conocer mejor a los vecinos», a lo que grupos opositores acusaron a Tierno de intentar instaurar un «régimen fascista» en Santa Rosa, y de pretender emplear ese censo como una medida de «espionaje» a la población que «violaría la intimidad» de los ciudadanos. La sede de la nueva Policía Comunitaria fue instaurada por decreto en la que hasta entonces era sede del Centro Municipal de Cultura de Santa Rosa, que fue cerrado. Tierno provocó un escándalo al respecto cuando declaró que todos los artesanos que trabajaban allí antes de la instalación de la Policía Comunitaria eran «depravados morales». Durante una manifestación contra el cierre del centro, Tierno se presentó e intentó tomar la palabra, siendo objeto de abucheos, escupitajos e insultos por parte de los presentes.

### Relación con la oposición
El intendente descartó las marchas opositoras, empleando términos despectivos muy ligados al período del terrorismo de Estado ocurrido en el país en la décadas de 1970 y 1980, describiendo a sus detractores como «zurdos», «sediciosos», y «subversivos». Tierno declaró que no empleaba una «mano dura», sino que simplemente creía «en el ejercicio de la autoridad», denunciando que la oposición buscaba llevar la ciudad a la anarquía. El intendente expresó en una entrevista que consideraba a la oposición autoritaria, y que «todo autoritario que usa la clandestinidad, trata de poner en otro su propia conducta», en referencia a las pintadas de muros en su contra. En febrero, cuando se realizaron denuncias en su contra por hechos de violencia de género cometidos en 1984, Tierno declaró que se trataba de una «persecución política» en su contra. Tierno culpó a la prensa opositora de intentar «desestabilizarlo», en particular el periódico El Diario de La Pampa (y en particular a su director, Walter Goñi), y constantemente insultó o agredió a periodistas de los medios refractarios que intentaron entrevistarlo.

### Intervención del gobierno provincial
Las protestas contra Tierno se volvieron insostenibles a partir de mediados de febrero, llegando a ser objeto de insultos y atentados violentos por parte de ciudadanos descontentos, destacando un intento por parte de un hombre de golpearlo con una botella, que lo obligó a huir corriendo y refugiarse. El gobierno provincial, encabezado por Oscar Mario Jorge, comenzó a desmarcarse del intendente, temeroso de que el conflicto político se trasladara a otras zonas de la provincia. El 1 de marzo debía realizarse la apertura de sesiones del Consejo Deliberante. Sin embargo, ante la falta de quorum por parte de la oposición, la misma no tuvo lugar. Tierno procedió a dar un prolongado discurso en el que criticó la actitud de la oposición, a quienes calificó de "grupos informales". Durante su alocución, un grupo de manfiestantes y periodistas intentó ingresar en el recinto, siendo reprimido su ingreso por la Policía Comunitaria, que tenía casi cincuenta efectivos desplegados en la zona, desatando una serie de incidentes violentos, que abarcaron todo el centro de la ciudad. Esa misma noche tuvo lugar una masiva manifestación, con una concurrencia de cerca de seis mil personas, que marcharon hasta la municipalidad exigiendo la renuncia de Tierno. El intendente no pudo abandonar el edificio sino hasta mucho tiempo después de finalizada la sesión fallida, debido a que el mismo se encontraba sitiado por manifestantes. El juez de instrucción Carlos Flores recibió numerosas denuncias por agresión, presentándose en la municipalidad para entrevistarse con Tierno, el cual a su vez denunció daños en la comuna y agresión a empleados de la policía por parte de los "grupos informales".
El 7 de marzo de 2008, a pedido del gobernador, la Cámara de Diputados provincial trató un proyecto de ley que contemplaba la intervención al municipio, amparándose en el apartado que autorizaba la misma por «subversión del régimen municipal». La sesión fue boicoteada por la diputada Sandra Fonseca, esposa de Tierno, e invadida por manifestantes adeptos al intendente y efectivos de la Policía Comunitaria, que trataron de evitar que esta se llevara a cabo. Un manifestante agredió a un policía provincial con un bombo, mientras que otro arrojó un matafuegos que se activó, provocando irritación en los ojos a varios presentes en el recinto. Aunque hubo un intento final de Tierno de renunciar para permitir que el viceintendente Luis Martínez asumiera la jefatura comunal, finalmente la intervención fue unánimemente aprobada por los 26 diputados presentes. Gustavo Fernández Mendía, ex viceintendente y ministro de Bienestar Social del gobierno de Jorge, asumió el cargo de interventor. Tierno declaró que se trataba de una victoria de "grupos fascistoides ligados al narcotráfico", y trató de conceder una conferencia de prensa al respecto condenando la intervención, que terminó abruptamente con él teniendo un enfrentamiento con periodistas opositores presentes.

## Actividad posterior

### Candidaturas a gobernador
Después de la intervención, Tierno intentó retornar a la intendencia en las elecciones anticipadas realizadas el 1 de septiembre, nuevamente como candidato del justicialismo. Sin embargo, resultó contundentemente derrotado por Torroba, nuevamente candidato del Frente Pampeano Cívico y Social (FrePam), convirtiéndose en el primer justicialista en perder las elecciones municipales en Santa Rosa desde 1973. Tierno afirmó que su derrota se debió a un boicot a su candidatura por parte del gobierno kirchnerista. Tierno afirmó que se postularía como candidato a gobernador en las elecciones de 2011, candidatura que fue considerada peligrosa para el peronismo debido a que fomentaría una división luego de la derrota electoral ante el radicalismo en Santa Rosa. Tierno fundó el partido Comunidad Organizada, cuyo nombre se basa en una doctrina ideada por el propio Perón, y logró un frente con los partidos de derecha Pueblo Nuevo y Propuesta Republicana (PRO), ligado a la candidatura presidencial del peronista federal Eduardo Duhalde, denominado «Frente de la Comunidad Organizada». Tierno obtuvo un 15,14% de los votos y se ubicó tercero detrás del radicalismo y el PJ oficial, que conservó por amplio margen la gobernación llevando a Jorge a una reelección contundente. El PJ recuperó también la intendencia municipal de Santa Rosa de manos de Torroba, que buscaba un segundo mandato.